# Kristján Jónsson
Kristján Jónsson (Fylkir, 29 ottobre 1963) è un ex calciatore islandese, di ruolo centrocampista.

## Carriera

### Club
Jónsson giocò per il Þróttur, prima di trasferirsi al Fram Reykjavík. Nel 1994 passò ai norvegesi del Bodø/Glimt. Esordì nell'Eliteserien il 17 aprile, quando fu titolare nel pareggio per 1-1 contro il Kongsvinger. Il 24 aprile arrivò la sua unica rete in campionato, nel successo per 1-3 in casa dello HamKam. Tornò poi al Fram Reykjavík, mentre nel 1996 si accordò con gli svedesi dell'Elfsborg. Chiuse la carriera al Þróttur.

### Nazionale
Conta 42 presenze per l'Islanda. Debuttò il 20 giugno 1984, nella sconfitta per 0-1 contro la Norvegia.